# Arne Larsson
Arne Larsson, (26 mai 1915 à Skultuna - 28 décembre 2001 à Nacka), est le premier patient auquel a été implanté un stimulateur cardiaque le 8 octobre 1958. Les deux premiers l'avaient été par le chirurgien Åke Senning (en).
Il meurt le 28 décembre 2001 d'un mélanome diagnostiqué deux ans auparavant.